# Nightcall
«Nightcall» es una canción synthwave y electro disco del artista francés Kavinsky, que fue lanzado en abril de 2010 como primer sencillo de su trabajo OutRun. Fue producida junto con el músico Guy-Manuel de Homem-Christo, componente de Daft Punk, mezclada por el artista, también de la electrónica, SebastiAn, y completada en los coros y algunas estrofas por la cantante brasileña Lovefoxxx, vocalista de la banda de rock brasileña Cansei de Ser Sexy. 
La pista se utilizó en la secuencia de introducción de la película Drive, dirigida por Nicolas Winding Refn y protagonizada por Ryan Gosling y Carey Mulligan. Fue también utilizada como parte de la banda sonora de El inocente, dirigida por Brad Furman y protagonizada por Matthew McConaughey.
En 2013, el trío inglés London Grammar lanzó una versión del tema para su álbum de estudio debut, If You Wait, publicado en 2013. La canción fue lanzada como el cuarto sencillo del álbum el 8 de diciembre de ese mismo año, recibiendo críticas positivas de los críticos.
La canción tendría una presentación durante la ceremonia de clausura de los juegos olímpicos de Paris 2024 en colaboración con la banda francesa Phoenix y la cantante belga Angèle.

## Créditos y personal
- Kavinsky - voces y producción
- Lovefoxxx - voces y coros
- SebastiAn - mezcla
- Guy-Manuel de Homem-Christo - producción
- Florian Lagatta - ingeniería

## Posición en listas
| Listas (London Grammar, 2013)  | Posición más alta |
| ------------------------------ | ----------------- |
| Bélgica (Ultratop 40 Singles)  | 29                |
| Bélgica (Ultratop 50 Singles)  | 46                |
| Dinamarca (Tracklisten)        | 8                 |
| Francia (SNEP)                 | 59                |
| Reino Unido (UK Indie Chart)   | 5                 |
| Reino Unido (UK Singles Chart) | 53                |